# Bradley Klahn
Bradley Klahn (nascido em 20 de agosto de 1990) é um jogador norte-americano de tênis profissional.
Na carreira de simples, o posto mais alto veio em 10 de fevereiro de 2014, quando chegou ao número 67 do ranking mundial da ATP. Já nas duplas, em 3 de fevereiro de 2014, alcançou o número 141.